# Kopenhagen (toneelstuk)
Kopenhagen is een stuk van de Engelse toneelschrijver Michael Frayn gebaseerd op een ontmoeting tussen de Deense natuurkundige Niels Bohr en de Duitse natuurkundige Werner Heisenberg in bezet Kopenhagen in 1941.
Er is lange tijd veel onduidelijkheid en speculatie geweest over het precieze verloop van deze ontmoeting. Heisenberg stond aan het hoofd van Duits onderzoek naar atoomsplitsing, en Bohr was op de hoogte van het feit dat er aan geallieerde zijde interesse was in het ontwikkelen van een atoomsplijtingswapen.
Frayn heeft een stuk geschreven waarin begrippen uit deze natuurkunde, zoals het "onzekerheidsprincipe" en "dualiteit" van botsende deeltjes - dan wel golven - gespiegeld worden in de onzekerheid over deze ontmoeting en de tweeslachtige bedoelingen van twee botsende persoonlijkheden.
In de uitvoering van het National Theatre in London beleefde het meer dan 300 voorstellingen vanaf 1998, met David Burke (Niels Bohr), Sara Kestelman (Margrethe Bohr), en Mattew Marsh (Werner Heisenberg). Daarna opende het op Broadway en had daar 326 voorstellingen in de regie van Michael Blake, en won een groot aantal prijzen, waaronder de "Tony Award" als Best Play.

## Nederland
In Nederland was er een reeks voorstellingen in 1999 bij het Noord Nederlands Toneel met Bram van der Vlugt als Niels Bohr en Liz Snoijink als Margrethe Bohr. Ter gelegenheid van de 75e verjaardag van Van der Vlugt was in 2009 een reprise van het stuk te zien als productie van het Nationale Toneel. Daarin speelt Stefan de Walle de rol van Heisenberg. Deze productie kreeg de Toneel Publieksprijs 2009. Kopenhagen werd in augustus en september 2010 wegens succes nogmaals gespeeld door het Nationale Toneel, exclusief in de Koninklijke Schouwburg in Den Haag.

## België
In België bracht het Antwerpse gezelschap Nieuw Ensemble RaamTeater het stuk voor het eerst op de planken in 2000 met Jef Demedts, Hans Ligtvoet en Julienne De Bruyn, in een regie van Walter Tillemans.
Het stuk was opnieuw te zien in Antwerpen van 15 april tot 6 mei 2017, in een productie van het Noordteater, met Reinhilde Bervoets, Jan Binnemans en Luc Kloeck, in een regie van Hans Royaards.